# Liborius von Schlieben
Liborius von Schlieben (lateinisch Liborius de Sliven; † 27. April 1486 in Berlin) war kurfürstlicher Rat in Brandenburg und Bischof von Lebus (1484–1486).

## Leben
Liborius stammte aus Stülpe bei Luckenwalde, damals zum Erzstift Zinna und damit zum Erzstift Magdeburg zugehörig, aus der Familie von Schlieben. Seine Eltern sind nicht überliefert. Er war ein Vetter des Dompropstes von Lebus Balthasar von Schlieben. Sein gleichnamiger wesentlich älterer Vetter Liborius von Schlieben war von 1460 bis 1471 Herrenmeister des Johanniterordens.
1461 immatrikulierte er sich an der Universität Leipzig und erwarb 1464/65 den Grad eines Baccalaureus. Seit 1467 studierte er in Bologna, wurde dort 1470 Prokurator und promovierte 1473 zum Doktor des Kirchenrechts und vor Ende 1474 zum Doktor der Rechte.
Danach wurde Liborius mit einer Pfarrstelle in Cottbus dotiert. Seit 1476 war er Rat von Kurfürst Albrecht von Brandenburg und Domherr in Lebus, dann auch Rat von Markgraf Johann von Brandenburg. In den folgenden Jahren urteilte er im Auftrag von Markgraf Johann in Rechtssachen und war als Gesandter von Johann und Albrecht unterwegs.
1483 wurde Liborius zum Bischof von Lebus gewählt und am 26. Januar 1484 vom Papst bestätigt. Im April wurde er erstmals als Bischof genannt. Liborius starb 1486 in Berlin und wurde im Dom zu Fürstenwalde bestattet. Sein Grab war jedoch schon im 19. Jahrhundert nicht mehr bekannt. Von späteren Autoren wurde ihm eine große Verschwendungssucht zu Lasten des Bistums vorgeworfen.